# Hell Chose Me
Hell Chose Me è il terzo album in studio del gruppo deathcore statunitense Carnifex, pubblicato nel 2010.

## Tracce
1. Hell Chose Me – 3:32
2. Dead Archetype – 2:31
3. Entombed Monarch – 3:45
4. Names Mean Nothing – 2:59
5. Heartless – 4:13
6. Sorrowspell – 3:37
7. The Scope of Obsession – 2:56
8. By Darkness Enslaved – 3:40
9. The Liar's Funeral – 3:03
10. Genocide Initiative – 4:21

## Formazione
- Scott Lewis - voce
- Cory Arford - chitarra
- Ryan Gudmunds - chitarra
- Fred Calderon - basso
- Shawn Cameron - batteria, tastiere